# Kintamani (région)
Pour les articles homonymes, voir Kintamani.
Kintamani est une région plutôt montagneuse située au nord-est de Bali en Indonésie.

Carte du Kintamani

## Géographie
Kintamani est une région montagneuse située au nord-est de Bali. La région s'étend du nord-est de Bali à la caldeira du mont Batur et comporte notamment les villages Kintamani, Batur et Sukawa. C'est une région plutôt touristique du fait de ses nombreux atouts qui sont notamment, le mont Batur, le lac Batur et le temple Pura Ulun Danu Batur. La température y est plus froide que sur le reste de l'île du fait que ce soit une région montagneuse. Cette région produit également du café et possède des forêts tropicales.

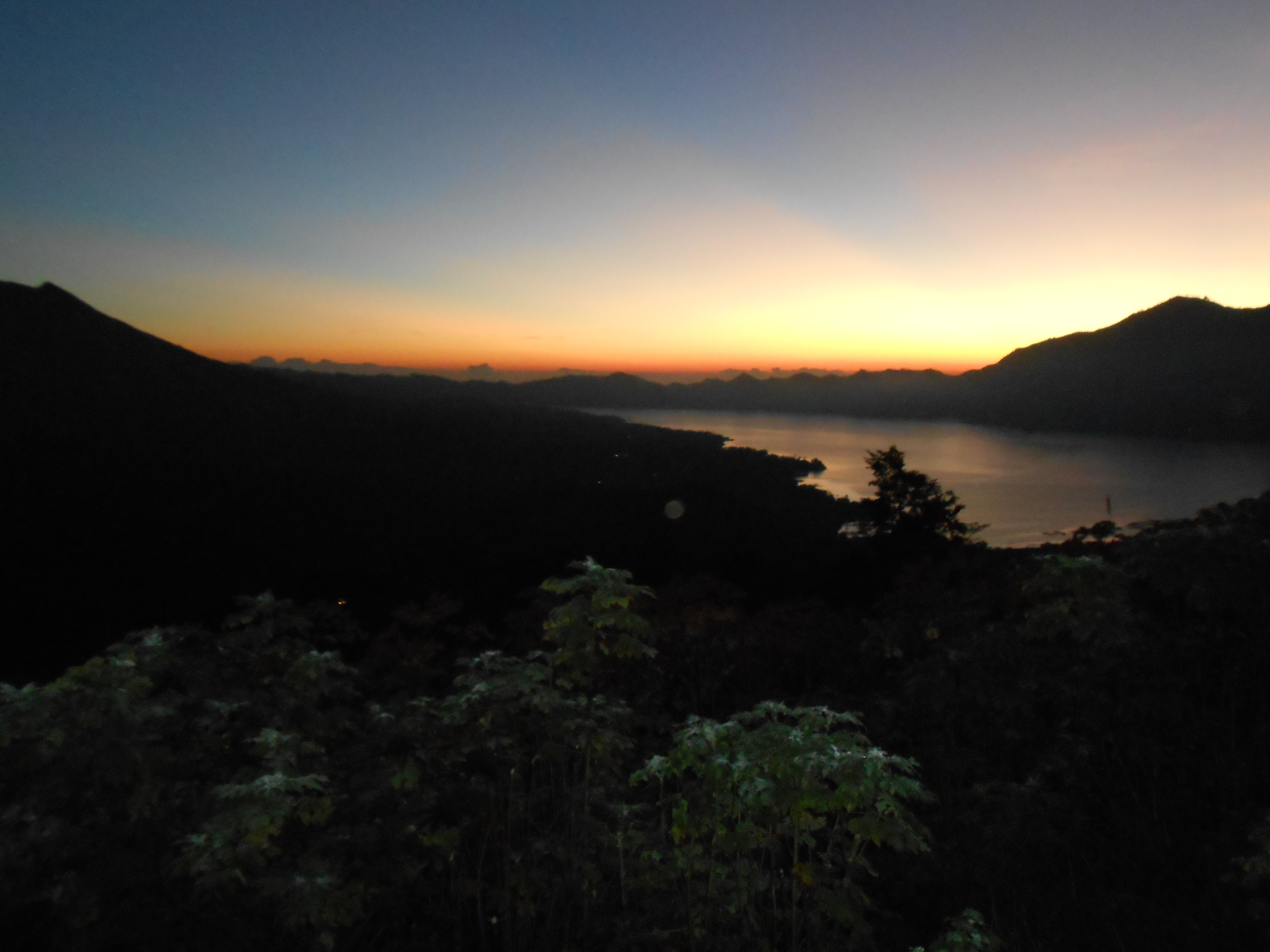
Lac Batur

## Tourisme
Kintamani est une région très attractive qui attire les touristes. En effet cette région compte énormément d'atouts touristiques, notamment le mont Batur et le Pura Ulun Danu Batur, un des plus grands sanctuaires de Bali. Cette région est également très attractive du fait d'énormément de petits villages pittoresques et que cette région « respire la tradition balinaise » au dire de certains touristes. La région compte également de nombreux artisans.

## Production de café
Le café est également un des atouts économiques majeurs de cette région. En effet, le café balinais est connu sous le nom de "café de Kintamani". Le Kopi luwak, qui est le café le plus cher au monde provient également de Kintamani.

## Lieux et faune
Kintamani compte plusieurs temples (sanctuaires) mais les plus connus sont Pura Ulun Danu Batur (reconstruit et déplacé en 1926 car l'ancien temple, qui était situé dans le cratère, avait été détruit par une éruption cette même année), le temple Penulisan et le temple Kehen.
À Kintamani, il est possible de voir des macaques crabiers et des étourneaux de Bali, entre autres. La région Kintamani a également une espèce de chien (reconnue uniquement par le PERKIN) à son nom, le Kintamani.